# João Batista Ferreira Veloso

João Batista Veloso

João Batista Ferreira Veloso (Ouro Preto, 1860 - Rio de Janeiro, julho de 1954) foi um médico, professor e político brasileiro.

## Biografia
João Veloso nasceu em Ouro Preto, em 1860. Realizou seus estudos iniciais no Colégio do Caraça, em Catas Altas, e seu superior na Faculdade de Medicina do Rio de Janeiro, tornando-se doutor em 1885. Depois de formado clinicou em Ouro Preto, e atuou como professor da Escola de Fármacia.

## Política
Foi deputado da Assembleia Legislativa de Minas Gerais, eleito para a 3ª legislatura, de 1899 a 1902, para a 4ª legislatura, de 1903 a 1906 e para a 6ª legislatura, de 1911 a 1914. Foi vereador da Câmara Municipal de Ouro Preto, pelo Partido Republicano Mineiro, em diversas vereanças (1916 - 1920; 1924 - 1927; 1928 - 1930). Entre 1931 e 1935 foi prefeito de Ouro Preto.
Era um defensor hisórico do republicanismo e do positivismo.

### Patrimônio histórico
Em 1911, no bicentenário de Ouro Preto foi um dos organizadores da festa que comemorou a efemêride, conjuntamente a Diogo de Vasconcelos, Lúcio José dos Santos e outros intelectuais. Juntos eles elaboraram diversos textos que tinham por objetivo perpetuar a memória histórica da cidade, que já tinha perdido o status de capital de Minas Gerais.
Quando tornou-se prefeito de Ouro Preto, seguiu um movimento semelhante, no caminho da defesa do patrimônio histórico. Uma das suas primeiras ações enquanto prefeito foi a mudança do nome da praça central da cidade. Na época ela se chamava Praça da Independência, passando-se a chamar Praça João Pessoa. A partir dessa homenagem ao vice-presidente assassinado de Getúlio Vargas, o prefeito demonstrava o seu apoio a Revolução de 1930 e passava a ter o apoio político do presidente da República. No discurso da sessão de mudança do nome afirmou que a mudança era para prestar uma homenagem a memória do heróico e grande presidente da Parayba Dr. João Pessoa”.
João Veloso também inventou tradições em Ouro Preto. Alterou nome de ruas, como a Bernardo Vasconcelos que se tornou Aleijadinho, decretou feriados municipais e datas comemorativas, como o dia 29 de agosto, aniversário de Aleijadinho. Também fundou o Instituto Histórico de Ouro Preto, em 1931, como meio de preservação das memórias ouropretanas. Todavia, seu ato maus importante foi a aprovação do Decreto nº 13, em 19 de setembro de 1931, estabelecendo o tipo artístico, de “face antiga”, que “deveriam seguir os prédios situados no perímetro da cidade”, pois “desperta grande interesse por parte dos turistas”. Por essa ação é considerado um dos precursores das políticas públicas preservacionistas do Brasil.
Graças ao seu governo, diversos monumentos que estavam deteriorados e em processo de desaparecimento, foram preservados. As memórias escritas de Xavier da Veiga e de Diogo de Vasconcelos, de inestimável valor historiográfico, também foram protegidas. O seu último decreto como prefeito de Ouro Preto, assinado em 1936, renomeou a Praça João Pessoa, para Praça Tiradentes, coroando o principal espaço de Ouro Preto com uma homenagem ao mártir da Inconfidência Mineira e da República.
Em seu governo Ouro Preto foi elevado a Monumento Nacional, por Getúlio Vargas, em 1933.